# Liên hoan phim quốc tế Etiuda & Anima
Liên hoan phim quốc tế Etiuda&Anima (tiếng Ba Lan: Międzynarodowy Festiwal Filmowy Etiuda&Anima), là liên hoan phim hoạt hình hàng đầu ở Ba Lan được tổ chức tại Kraków liên tục từ năm 1994, và phục vụ cho các nhà sản xuất độc lập, các chuyên gia phim hoạt hình và sinh viên của các trường điện ảnh và nghệ thuật từ khắp nơi trên thế giới. Từ năm 2010, liên hoan cũng bao gồm các hội thảo về viết kịch bản, đạo diễn, điện ảnh, biên tập và hoạt hình, được dẫn dắt bởi các nghệ sĩ nổi tiếng và các nhà giáo từ các trường điện ảnh nước ngoài. Hai sự kiện chính của mỗi lễ hội là các cuộc thi thực tế trao giải thưởng Khủng long Vàng, Bạc và Đồng ở hai hạng mục (do đó nó có tên là Etiuda & Anima) bao gồm các tác phẩm điện ảnh và phim tài liệu cũng như (kể từ năm 2005). Giải thưởng Khủng long vàng đặc biệt được trao cho trường điện ảnh hay nhất của liên hoan phim. Trong phần "Anima" của cuộc thi, giải thưởng Jabberwocky Vàng, Bạc và Đồng được trao giải, với Jabberwocky Vàng đặc biệt dành cho hoạt hình hay nhất của lễ hội. Khủng long vàng đặc biệt hàng năm được trao cho một nghệ sĩ xuất sắc trở thành nhà sư phạm.
Kể từ khi bắt đầu, chương trình của Liên hoan bao gồm một loạt các sự kiện khác, tạo cơ hội cho các nghệ sĩ hoạt hình làm quen với các hiện tượng mới và cũ trong loại hình nghệ thuật này, bao gồm các tác phẩm nổi bật trong lịch sử hoạt hình và phim tài liệu. Các sự kiện bao gồm chiếu các bộ phim ngắn đương đại và các bộ phim hoạt hình cũng từ ngoại vi của điện ảnh chính thống.